# Ostriwka (obwód odeski)
Ostriwka (ukr. Острівка) – wieś na Ukrainie, w obwodzie odeskim, w rejonie podolskim, w hromadzie Sawrań. W 2001 liczyła 125 mieszkańców, spośród których 106 wskazało jako ojczysty język ukraiński, 20 rosyjski, a 17 mołdawski.